# Almir
Almir (* 26. březen 1969) je bývalý brazilský fotbalista.

## Reprezentace
Almir odehrál 5 reprezentačních utkání. S brazilskou reprezentací se zúčastnil Copa América 1993.

## Statistiky
| Brazílie | Brazílie | Brazílie |
| Roky     | Záp.     | Góly     |
| -------- | -------- | -------- |
| 1990     | 1        | 0        |
| 1991     | 1        | 0        |
| 1992     | 0        | 0        |
| 1993     | 3        | 0        |
| Celkem   | 5        | 0        |